# 15071 Hallerstein
15071 Hallerstein è un asteroide della fascia principale. Scoperto nel 1999, presenta un'orbita caratterizzata da un semiasse maggiore pari a 2,5280315 UA e da un'eccentricità di 0,1810049, inclinata di 6,26883° rispetto all'eclittica.